# فلك الأرصفة

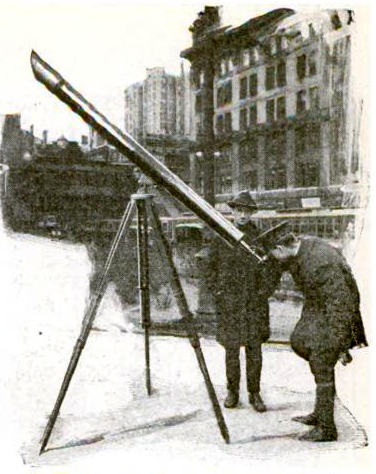
"فلكي زاوية الشارع" في مدينة نيويورك في عام 1921.

فلك الأرصفة أو فلك زاوية الشارع هو نشاط يقوم بة هواة ومحبي الفلك بنصب تليسكوب في بيئة مدنية على أساس ربحي أو غير ربحي أو للترفية وللتعليم العام.
يهدف فلكيوا الارصفة إلى تمكين أكبر عدد ممكن من الناس من مشاهدة الاجرام الفلكية من خلال التلسكوب شرط أن يكون مكان إجراء هذا النشاط في أماكن عامة كالحدائق العامة والمتنزهات وزوايا الشوارع، وأمام المكتبات، وأينما كان هناك حشود من الناس ويعمل فلكيوا الارصفة أيضا مع منظمات هواة الفلك الأخرى والمشاركة في العديد من المشاريع الدولية

## تاريخ
ممارسة فلكيوا الارصفة لهذا النشاط تعود إلى القرن التاسع عشر وربما أكثر من ذلك. ولقد كان فلكيوا الارصفة والتلسكوبات مشهدا مألوفا في معظم المدن الكبرى ومن الأمثلة على ذلك فرانك مانينغ في نيو أورليانز في وقت مبكر من عام 1930 والسيد غروسر في لوس أنجلوس منذ 1870.

## منظمة فلك الارصفة
منظمة فلكيوا الارصفة هي منظمة غير هادفة للربح في كاليفورنيا ولها أعضاء في جميع أنحاء العالم. وجميع العاملين من المتطوعين ولها بيانات مالية متوفرة عند الطلب. وهدف نقابة فلك الارصفة الوحيد الخدمة العامة في علم الفلك ومنح الناس فرصة لرؤية الأجرام السماوية بأعينهم من خلال تلسكوبات جيدة الحجم وتزويدهم بالمعلومات الكافية حول ما يرونه.وتنشر منظمة فلكيوا الارصفة نشرة إخبارية ثلاث أو أربع مرات في السنة.